# 오노촌 (교토부 기타쿠와다군)
오노촌(일본어: 大野村)은 일본 교토부 기타쿠와다군에 설치되었던 촌이다.